# Na Ohrádkách
Rybník Na Ohrádkách o výměře vodní plochy 0,8 ha se nalézá asi 1 km západně od centra obce Klamoš v okrese Hradec Králové. Rybník byl vybudován v roce 2015 v rámci revitalizace vodního toku v lokalitě. Celkové náklady na revitalizaci lokality činily 19 974 851 Kč.

## Galerie

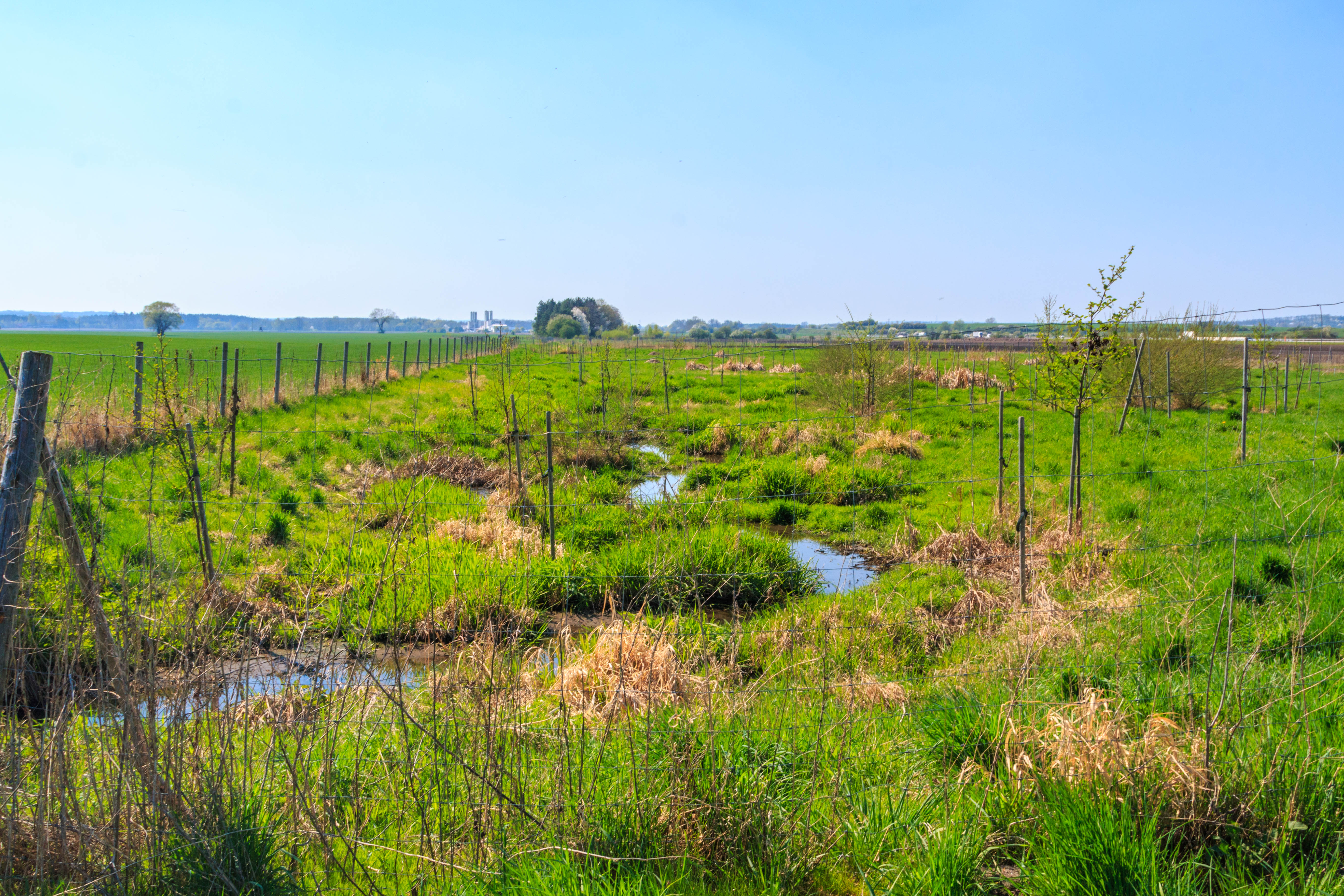
Revitalizace vodního toku Na Ohrádkách
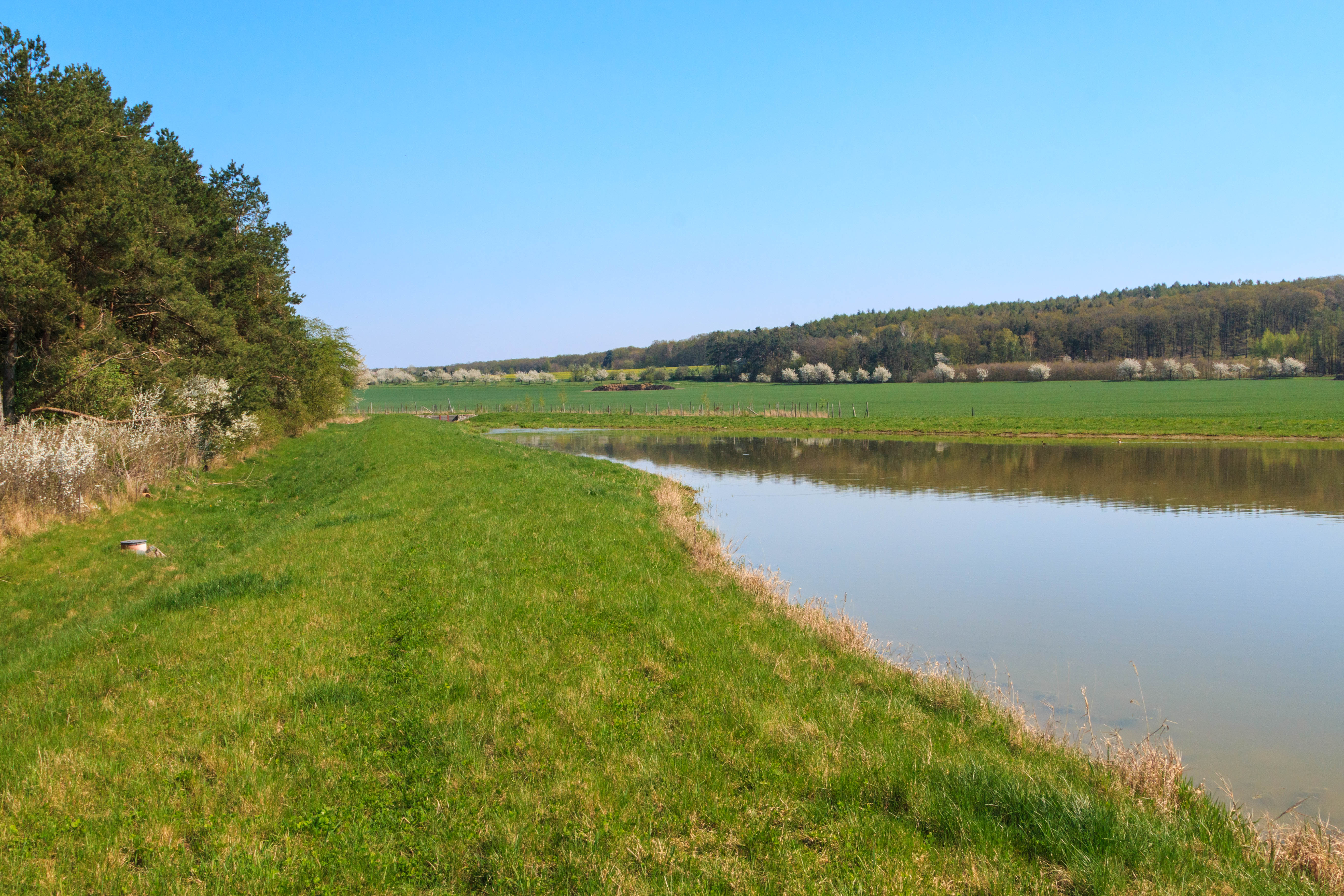
pohled na rybník Na Ohrádkách
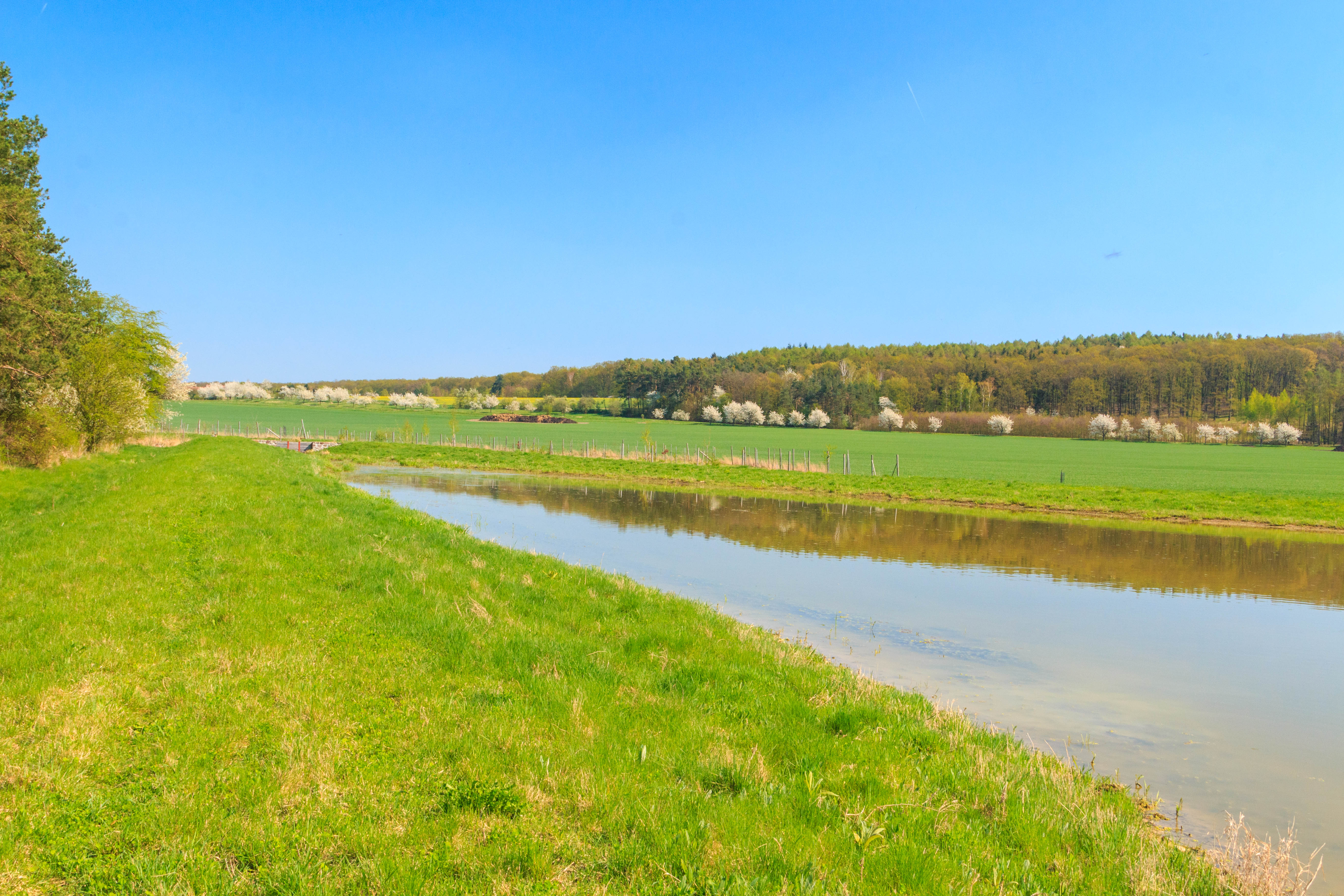
pohled na rybník Na Ohrádkách
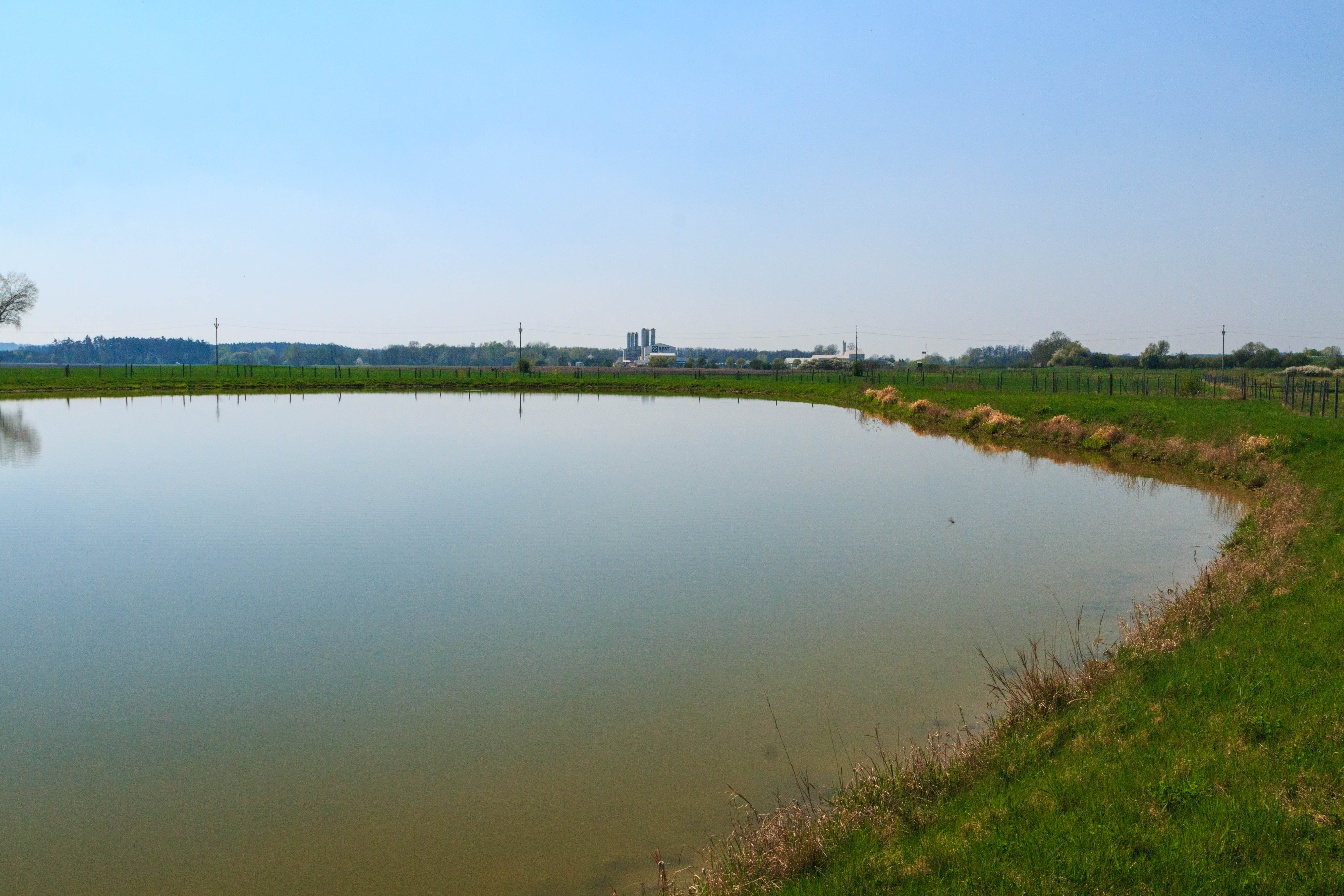
pohled na rybník Na Ohrádkách